# Ulodesmus caffrarius
Ulodesmus caffrarius är en mångfotingart som först beskrevs av Carl Oscar von Porat 1872.  Ulodesmus caffrarius ingår i släktet Ulodesmus och familjen Gomphodesmidae. Inga underarter finns listade i Catalogue of Life.